# Jakob R. Ebert
Jakob R. Ebert (* 2. März 1982 in Berlin) ist ein deutscher Kameramann.

## Leben
Nach dem Abitur an der Waldorfschule im Märkischen Viertel in Berlin absolvierte Jakob Ebert den Zivildienst. Seine Kameraarbeit umfasst überwiegend Fernsehserien und Spielfilm.

## Filmografie
- 2003: Fragment of a Love, Kurzfilm (Kamera)
- 2004: Hallo, Spielfilm (Kamera)
- 2005: Die Kleine Benimmschule 1, Spiel-Doku (Kamera)
- 2006: Breathful, Spielfilm (Kamera)
- 2007: Exposition, Kurzfilm (Kamera)
- 2008: Bo Chand Satek by Dilan, Musikvideo (Kamera)
- 2009: Der Stand der Dinge, Kurzfilm (Kamera)
- 2010: The Framers, Werbefilm
- 2011: The Berlin Mojo, Werbefilm (Kamera)
- 2012: The Rising, Kurzfilm (Kamera)
- 2013–2024: SOKO Wismar, TV Krimi-Serie, 74 Episoden, ZDF (Kamera)
- 2014: Ein Fall von Liebe, TV-Serie, ARD (Kamera)
- 2015: Erwartungen, Spielfilm (Kamera)
- 2016: Soko Wismar, TV Krimi-Serie, ZDF (Kamera)
- 2017: Bittere Weihnachten, TV Spielfilm, ZDF (Kamera)
- 2018: Die Spezialisten – Im Namen der Opfer, TV Krimi-Serie, ZDF (Kamera)
- 2019: WAPO Berlin, TV Krimi-Serie, ARD (Kamera)
- 2020: Der Bergdoktor, TV-Film, 2x90 min., ZDF (Kamera)
- 2021: Der Bergdoktor, TV-Film, 2x90 min., ZDF (Kamera)
- 2022: WAPO Berlin, TV Krimi-Serie, ARD (Kamera)
- 2023: Der Staatsanwalt, TV-Serie, ZDF (Kamera)